# 土屋研二
土屋 研二（つちや けんじ、1972年7月26日 - ）は、日本の元俳優である。以前はプロダクション・タンクに所属していた。愛知県名古屋市出身。現在は役者を引退。既婚。

## 来歴
東邦高等学校卒業、7年半ほど『劇団うりんこ』に在籍していた。

## 出演作品

### 舞台
【東宝ミュージカル】
「ラ・マンチャの男」(護衛兵・ラバ追い)
「ミス・サイゴン」(アメリカ兵・クラブオーナー)
「レ・ミゼラブル」(フランス人学生・グランテール)
【日生ファミリーミュージカル】
「三銃士」
「」
【劇団うりんこ公演】
「おばあちゃんは宇宙人！？」
「おどる虎」
「フタをあければ夏の風」(主演,文学座,高瀬久男演出)
「春一番のおくりもの」(作・演出　高瀬久男)
「あした天気になあれ」(作・演出　高瀬久男)
「コーカサスの白墨の輪」
「ピースでござる」(自主制作)
その他多数
【平石耕一事務所】
「象と海」(イギリス人弁護士)
「熱り」(朝鮮人工場社長)
【劇団ING】
「エディ・セズ・オキドキ」(プロボクサー世界チャンピオン)
【劇団青劇】
「THE WINDS OF GOD〜零の彼方へ〜」(特攻兵・寺川中尉)
【劇団企画オフィス・アートプラン】
「5・FIVE」(江戸っ子　匠)
「だれもいない・きみはしっている」(ハゲタカ)
「すてきな3人ぐみ」
【劇団JAPLIN】
「triage」(青年弁護士) 
「HIDEYOSHI PUNCHI」(主演・石川五右衛門)
【劇団ラフ＆ヒース】
【劇団Dotoo!】
【経済とＨ】
【】
その他、下北沢など都内の小劇場やライブハウス公演など多数出演。

### テレビ
- マチベン
- 迷宮美術館
- 時々迷々
- ためしてガッテン
- 心ゆさぶれ!先輩ROCK YOU
- 先生だって人間なんだSP2
- SMAP×SMAP
- 紅蓮女

### 映画
- 東京ゾンビ
- 清洲会議(方言指導)

### 吹き替え
- ブログ犬 スタン(スタン)
- 爆音家族(アッシュ)
- THREE
- ミッシング2

### その他
- イラストで見るおもしろ時代風景(ナレーション)